# Kostel Panny Marie (Tis)
Kostel Panny Marie je římskokatolický filiální kostel v Tisu. Patří pod farnost Nový Hrádek.

## Historie
Kostel byl patrně postaven v roce 1871.

## Bohoslužby
Poutní mše se koná druhou neděli v červenci.